# クイーンビアン
クイーンビアン（Queanbeyan）は、オーストラリアのニューサウスウェールズ州にある都市。人口は3万6348人（2016年）。 ACTの東に隣接しており、統計上はキャンベラ都市圏に含まれる。

## 概要
クイーンビアンはキャンベラ建設以前から存在している歴史の古い町である。地名は地元のアボリジニの呼び名が元になっており「クイーン」とは無関係である。

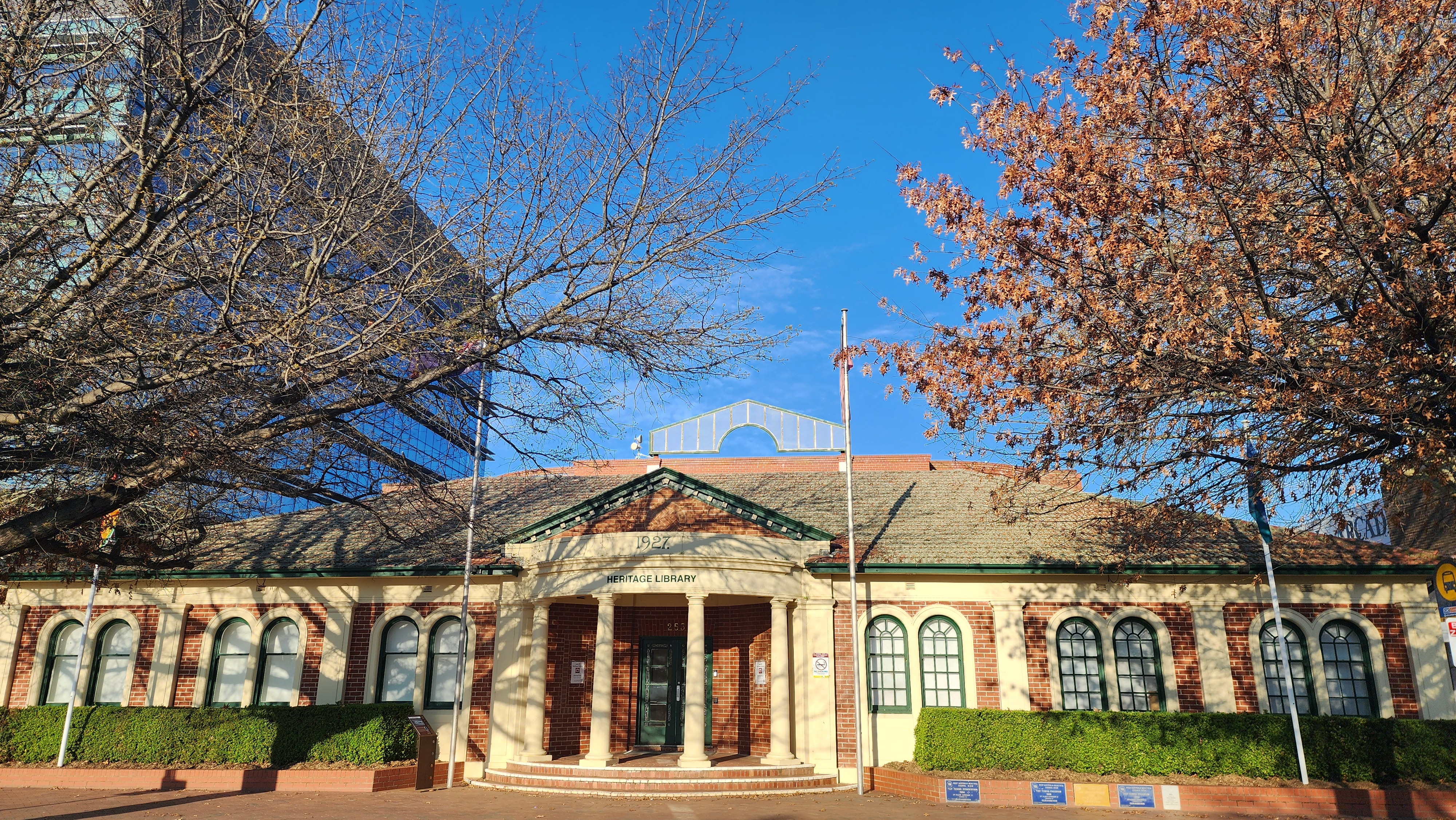
役場